# Негативізм
Негативізм (від лат. negativus — заперечний):
1. Розлад вищої нервової діяльності людини, прояв деяких психічних захворювань (наприклад, шизофренії). При негативізмі відмовляються виконувати будь-які завдання (пасивний негативізм) або роблять все навпаки, ніж від них вимагають (активний негативізм).
2. Заперечливе ставлення до чого-небудь (без будь-якого позитивного ствердження замість заперечуваного).